# Cinisello Balsamo
Cinisello Balsamo este un oraș în Italia.
Este situată în partea central al Câmpia Padului la 12 km de la Milano. A fost înființată în 1928: înainte a fost împărțită în comuna Cinisello și în comuna Balsamo. Municipalitatea este al treilea cel mai populat din provincia Milano după Milano și Sesto San Giovanni.

## Demografie
Cinisello Balsamo - evoluția demografică

|  | Graficele sunt indisponibile din cauza unor probleme tehnice. Mai multe informații se găsesc la Phabricator și la wiki-ul MediaWiki. |

Date: Recensăminte sau birourile de statistică - grafică realizată de Wikipedia